# Gers Pardoel
Gerwin (Gers) Pardoel (Nijmegen, 12 mei 1981) is een Nederlandse artiest. Hij werd vooral bekend met het nummer Ik neem je mee (2011), dat in de Nederlandse Top 40 uitgroeide tot de tot dan toe grootste hit ooit van een Nederlandse artiest. Eerder, in 2009, was Pardoel ook al succesvol met de single Broodje Bakpao, een samenwerking met The Opposites. Pardoels debuutalbum Deze wereld is van jou, dat in november 2011 werd uitgebracht, behaalde in Nederland de platinastatus en werd in Vlaanderen bekroond met goud. Pardoel scoorde ook hits met nummers als Bagagedrager (2012) en Louise (2014).

## Biografie

### 1981-2002: jonge jaren
Pardoel is de oudste van een tweeling. Toen Pardoel 17 jaar oud was overleed zijn moeder aan longvlieskanker. Pardoels leven lag overhoop en de relatie met zijn vader verslechterde aanzienlijk. Om te ontsnappen aan zijn moeilijke thuissituatie zocht hij zijn toevlucht in skaten.

### 2002-2010: begin carrière
In zijn begintijd trad Pardoel op tijdens onder andere het Solarfestival in Roermond, in Outland Rotterdam, Off Corso Rotterdam, Majestic-Vlaardingen, Tex Mex-Spijkenisse en Attak-Tilburg. Hij nam de single Broodje Bakpao op. Dit nummer was de titelsong van seizoen drie van New Kids en werd een grote hit in Nederland en Vlaanderen. Vervolgens bracht hij via de So So Lobi-mixtape een track uit, "Op Zoek Naar De Symfonie". Hij kreeg een contract bij het label Top Notch en behaalde een ander succes met The Partysquad met de single Ik ga hard.

### 2011-heden
Op 24 oktober 2011 (de opnamen voor het album waren in 2009 begonnen) verscheen Pardoels debuutalbum Deze wereld is van jou. De tweede single van het album, Ik neem je mee, werd een grote hit, zo groot zelfs dat het vanaf 6 april 2012 de grootste Nederlandstalige hit ooit in de Nederlandse Top 40 werd op basis van het puntensysteem voor de Top 40. Ook in België werd Ik neem je mee een grote hit. Ook het nummer Bagagedrager (met Sef) werd een grote hit in Nederland en België. De muziek van de single werd gebruikt in de televisiereclame van zorgverzekeraar Zilveren Kruis en de televisiereclame van fastfood keten McDonald's. Pardoel werkte samen met Marco Borsato en schreef en zong met Guus Meeuwis het nummer Nergens zonder jou. Met Doe Maar nam Pardoel het nummer Liever dan lief op. In september 2014 speelde Pardoel Zijn tijdens het nationale herdenkingsconcert The Bridge to Liberation in Arnhem en als ambassadeur bij de Bevrijdingsfestivals.
In het voorjaar van 2017 deed Pardoel mee met het Vlaamse televisieprogramma Liefde voor muziek. Daarin coverde hij nummers van meerdere muziekartiesten.
Op 27 april 2017 trad hij op voor de koninklijke familie tijdens Koningsdag in Tilburg.
In het najaar van 2017 maakte hij deel uit van de jury van het programma Steracteur Sterartiest. Ook bracht hij zijn derde studioalbum Voor m'n kids uit. Het album is een ode aan zijn kinderen; er staan enkele nieuwe nummers op zoals Ma Chérie en Lila lakens van satijn, en enkele covers uit zijn deelname aan Liefde voor muziek. Zijn eigen cover Zo bijzonder werd het bekendst en stond meer dan 20 weken in de Ultratop 50. In 2018 en 2019 was hij een van de coaches in de Vlaamse The Voice Kids en in 2019 was Pardoel te zien in het RTL 4-programma The Masked Singer, waarin hij gemaskerd als konijn de zangwedstrijd aan ging. In 2021 nam hij deel aan de Code van Coppens samen met Laura Tesoro. In 2023 nam hij deel samen met Nora Gharib. In 2022 presenteert Pardoel op Play4 de Vlaamse versie van het dansprogramma Come Dance with Me. Datzelfde jaar was hij als deelnemer te zien in De Invasie van België.

### Privéleven
Pardoel is vader van een zoon (2013) en een dochter (2015).
In de zomer van 2021 publiceerden het Belgische showbizzmagazine Dag Allemaal en de krant Het Laatste Nieuws artikels waarin Sélina van Gool (Pardoels ex-partner, moeder van zijn kinderen en tevens zijn voormalig manager) hem beschuldigde van huiselijk geweld, zowel fysiek als psychologisch. Van Gool publiceerde hierover ook op Instagram. De krant voegde specifiek toe dat ze inzage had gekregen in politieverslagen van Van Gools beschuldigingen. Bij monde van zijn nieuwe manager ontkende Pardoel de verwijten. De artiest was in 2022 niet langer te zien in The Voice Kids. Zowel VTM dat The Voice Kids uitzendt als Het Laatste Nieuws zijn merken van DPG Media. In 2022 was Pardoel de presentator van de Vlaamse versie van Come Dance With Me op Play4, een kanaal van SBS Belgium dat rechtstreeks concurreert met VTM.

## Discografie

### Albums
| Album                  | Verschijnen       | Label              | Hitlijsten | Hitlijsten | Hitlijsten | Hitlijsten | Opmerkingen                        |
| Album                  | Verschijnen       | Label              | BE (VL)    | BE (VL)    | NL         | NL         | Opmerkingen                        |
| Album                  | Verschijnen       | Label              | Piek       | Weken      | Piek       | Weken      | Opmerkingen                        |
| ---------------------- | ----------------- | ------------------ | ---------- | ---------- | ---------- | ---------- | ---------------------------------- |
| Deze wereld is van jou | 14 oktober 2011   | Top Notch          | 7          | 49         | 3          | 29         | Studioalbum / Platina in Nederland |
| De toekomst is van ons | 26 mei 2014       | Top Notch          | 6          | 20         | 6          | 7          | Studioalbum                        |
| Voor m'n kids          | 3 november 2017   | Mostiko            | 4          | 74         | —          | —          | Studioalbum                        |
| Juli (met Mennoboomin) | 6 juli 2018       | GoudRocc           | 176        | 1          | —          | —          | Studioalbum                        |
| 2020                   | 25 september 2020 | GoudRocc / Mostiko | 6          | 10         | —          | —          | Studioalbum                        |

### Nummers met een notering in een hitlijst
| Lied                                                   | Verschijnen       | Album                                                         | Hitlijsten | Hitlijsten | Hitlijsten  | Hitlijsten  | Hitlijsten   | Hitlijsten   | Opmerkingen                                     |
| Lied                                                   | Verschijnen       | Album                                                         | BE (VL)    | BE (VL)    | NL (Top 40) | NL (Top 40) | NL (Top 100) | NL (Top 100) | Opmerkingen                                     |
| Lied                                                   | Verschijnen       | Album                                                         | Piek       | Weken      | Piek        | Weken       | Piek         | Weken        | Opmerkingen                                     |
| ------------------------------------------------------ | ----------------- | ------------------------------------------------------------- | ---------- | ---------- | ----------- | ----------- | ------------ | ------------ | ----------------------------------------------- |
| Broodje Bakpao (met The Opposites en Sef)              | 14 december 2009  | Succes / Ik ben Twan (van The Opposites)                      | 3          | 13         | 2           | 11          | 1 (2 wkn)    | 13           |                                                 |
| Ik ga hard (met The Partysquad, Adje, Jayh en Reverse) | 14 januari 2011   | —                                                             | —          | —          | 16          | 9           | 8            | 26           |                                                 |
| Morgen ben ik rijk                                     | 11 april 2011     | Deze wereld is van jou                                        | tip17      | —          | tip6        | —           | 61           | 8            |                                                 |
| Ik neem je mee                                         | 14 oktober 2011   | Deze wereld is van jou                                        | 2          | 34         | 1 (6 wkn)   | 33          | 1 (5 wkn)    | 53           | Alarmschijf / Platina in Nederland en in België |
| Bagagedrager (met Sef)                                 | 14 oktober 2011   | Deze wereld is van jou                                        | 3          | 19         | 2           | 24          | 2            | 37           | Platina in Nederland en goud in België          |
| Nergens zonder jou (met Guus Meeuwis)                  | 4 november 2011   | Armen open (van Guus Meeuwis)                                 | —          | —          | 5           | 11          | 5            | 17           | 3FM Megahit / Goud in Nederland                 |
| Zijn                                                   | 20 augustus 2012  | Deze wereld is van jou                                        | 27         | 10         | 27          | 7           | 35           | 14           |                                                 |
| Liever dan lief (met Doe Maar)                         | 14 september 2012 | Versies / Limmen Tapes (van Doe Maar), De toekomst is van ons | —          | —          | 7           | 17          | 5            | 19           | Goud in Nederland                               |
| #VFD                                                   | 18 november 2013  | De toekomst is van ons                                        | tip12      | —          | tip13       | —           | —            | —            |                                                 |
| Dankbaarheid                                           | 3 januari 2014    | De toekomst is van ons                                        | —          | —          | 37          | 2           | 44           | 3            |                                                 |
| Louise                                                 | 11 april 2014     | De toekomst is van ons                                        | 6          | 18         | 26          | 10          | 20           | 17           | Platina in Nederland en goud in België          |
| Dans met mij (met Willem)                              | 22 september 2014 | De toekomst is van ons                                        | tip56      | —          | tip16       | —           | —            | —            |                                                 |
| Nooit meer alleen                                      | 23 februari 2015  | De toekomst is van ons                                        | tip32      | —          | —           | —           | —            | —            |                                                 |
| Festivals                                              | 1 juni 2015       | De toekomst is van ons                                        | tip35      | —          | —           | —           | —            | —            |                                                 |
| Zonder jou                                             | 27 november 2015  | —                                                             | 20         | 1          | tip5        | —           | —            | —            |                                                 |
| Met mij                                                | 19 februari 2016  | —                                                             | tip        | —          | —           | —           | —            | —            |                                                 |
| Als jij langsloopt (met Boef)                          | 10 juni 2016      | —                                                             | tip21      | —          | —           | —           | —            | —            |                                                 |
| Boeng                                                  | 10 april 2017     | Voor m'n kids                                                 | 20         | 11         | —           | —           | —            | —            | Uit Liefde voor muziek / Platina in België      |
| Wanneer zie ik jou dan terug?                          | 17 april 2017     | Voor m'n kids                                                 | tip19      | —          | —           | —           | —            | —            | Uit Liefde voor muziek                          |
| Helemaal alleen                                        | 24 april 2017     | Voor m'n kids                                                 | tip42      | —          | —           | —           | —            | —            | Uit Liefde voor muziek                          |
| A Love Affair                                          | 1 mei 2017        | Voor m'n kids                                                 | tip        | —          | —           | —           | —            | —            | Uit Liefde voor muziek                          |
| Hemel                                                  | 8 mei 2017        | Voor m'n kids                                                 | tip        | —          | —           | —           | —            | —            | Uit Liefde voor muziek                          |
| Valuta (met Jairzinho)                                 | 12 mei 2017       | —                                                             | tip        | —          | —           | —           | —            | —            |                                                 |
| Zo bijzonder                                           | 15 mei 2017       | Voor m'n kids                                                 | 15         | 20         | —           | —           | —            | —            | Uit Liefde voor muziek / Platina in België      |
| Anne                                                   | 22 mei 2017       | Voor m'n kids                                                 | 44         | 2          | —           | —           | —            | —            | Uit Liefde voor muziek                          |
| Ma chérie                                              | 20 oktober 2017   | Voor m'n kids                                                 | 25         | 12         | —           | —           | —            | —            |                                                 |
| Lila lakens van satijn                                 | 23 februari 2018  | Voor m'n kids                                                 | 28         | 8          | —           | —           | —            | —            |                                                 |
| Dom                                                    | 25 mei 2018       | Voor m'n kids                                                 | tip        | —          | —           | —           | —            | —            |                                                 |
| Malu (met Jebroer)                                     | 1 juni 2018       | —                                                             | tip        | —          | tip5        | —           | —            | —            |                                                 |
| In mijn hoofd                                          | 19 oktober 2018   | —                                                             | tip13      | —          | —           | —           | —            | —            |                                                 |
| Vlinders (met Ali B en Jan Smit)                       | 7 februari 2019   | —                                                             | tip        | —          | —           | —           | —            | —            |                                                 |
| Zomer (met Jayh)                                       | 15 maart 2019     | 2020                                                          | 42         | 8          | —           | —           | —            | —            | Goud in België                                  |
| Hey jij!                                               | 26 juli 2019      | 2020                                                          | tip15      | —          | —           | —           | —            | —            |                                                 |
| Nooit meer een ander                                   | 1 november 2019   | 2020                                                          | tip3       | —          | —           | —           | —            | —            |                                                 |
| Nachttrein (met Sean Dhondt)                           | 20 maart 2020     | 2020                                                          | tip        | —          | —           | —           | —            | —            |                                                 |
| Met mij mee                                            | 24 april 2020     | 2020                                                          | tip1       | —          | —           | —           | —            | —            |                                                 |

### NPO Radio 2 Top 2000
| Nummers met noteringen in de NPO Radio 2 Top 2000 | '12 | '13  | '14  |
| ------------------------------------------------- | --- | ---- | ---- |
| Ik neem je mee                                    | 515 | 1349 | 1931 |
| Nergens zonder jou (met Guus Meeuwis)             | 720 | 1318 | -    |

1. ↑  Een '-' betekent dat het nummer niet was genoteerd en een vetgedrukt getal geeft de hoogste notering van een nummer aan.
2. ↑  2012 was het eerste jaar met een notering voor Gers Pardoel.
3. ↑  Deze tabel is bijgewerkt tot en met de meest recente editie (2024).

## Prijzen en nominaties
Gouden en Platina platen
- Ik neem je mee (single)
  - Goud in Nederland (10.000, november 2011)
  - Platina in Nederland (20.000, december 2011)
  - Goud in België (10.000, januari 2012)
  - Platina in België (20.000, april 2012)
  - Dubbel Platina in België (40.000)
- Deze wereld is van jou (album)
  - Goud in Nederland (25.000, januari 2012)
  - Goud in België (25.000, juni 2012)
  - Platina in Nederland (50.000, juni 2012)
- Bagagedrager (single)
  - Goud in België (10.000, mei 2012)
- Louise (single)
  - Goud in België (10.000, september 2014)
- Voor m'n kids (album)
  - Goud in België (10.000, februari 2018)
  - beste zanger in Nederland( 10.000, maart 2014)

| Jaar | Prijs                 | Categorie                        | Genomineerd werk       |             |
| ---- | --------------------- | -------------------------------- | ---------------------- | ----------- |
| 2010 | State Awards          | Rookie of the year               |                        | Genomineerd |
| 2011 | State Awards 2011     | Beste artiest                    |                        | Genomineerd |
| 2011 | State Awards 2011     | Beste single                     | Morgen ben ik rijk     | Genomineerd |
| 2011 | 3VOOR12 Award         | Beste single                     | Ik neem je mee         | nr. 20      |
| 2011 | Mega Award            | Beste Nederlandse artiest        |                        | Gewonnen    |
| 2012 | 3FM Awards            | Beste single                     | Ik neem je mee         | Genomineerd |
| 2012 | 3FM Awards            | Beste album                      | Deze wereld is van jou | Genomineerd |
| 2012 | 3FM Awards            | Beste artiest hiphop             |                        | Genomineerd |
| 2012 | 3FM Awards            | Beste nieuwkomer                 |                        | Gewonnen    |
| 2012 | 3FM Awards            | 3FM Serious Talent Award         |                        | Gewonnen    |
| 2012 | Kids' Choice Awards   | Favoriete ster: Nederland/België |                        | Gewonnen    |
| 2012 | State Awards          | Beste Artiest                    |                        | Genomineerd |
| 2012 | State Awards          | Beste Album                      | Deze wereld is van jou | Genomineerd |
| 2012 | 538 JingleBall Awards | Male Pop                         |                        | Gewonnen    |

## Gastoptreden in de media
- In 2017 nam Pardoel deel aan Liefde voor muziek.
- In 2018 was Pardoel te zien tussen de coaches van de The Voice Kids in Vlaanderen.
- In 2019 deed Pardoel mee aan The Masked Singer.
- In 2020 was Pardoel te zien in een aflevering van het EO-programma De Kist.
- In 2022 was Pardoel te zien in een aflevering van Echte Verhalen: De Buurtpolitie VIPS (Aflevering 25).
- In 2022 was hij gastartiest bij aflevering 4 van I Can See Your Voice.
- In 2022 deed Pardoel mee aan De Invasie van België.
- In 2022 deed Pardoel mee aan Code van Coppens: De wraak van de Belgen.
- In 2023 deed Pardoel mee aan Marble Mania.
- In 2023 deed Pardoel mee aan Lettrix.
- In 2023 deed Pardoel mee aan The Big Bang.
- In 2024 deed Pardoel mee aan Secret Duets.
- In 2024 deed Pardoel mee aan Special Forces: Wie durft wint.

## Trivia
- 'Gers' lijkt op zijn eigen voornaam Gerwin, maar 'Gers' betekent ook 'vet' en 'cool' in het Rotterdamse dialect.
- 538-dj Edwin Evers maakte voor het wereldkampioenschap voetbal 2014 als 'Gers Pardoelpunt' een WK-versie van het nummer Louise onder de titel Lowietje (een verwijzing naar de toenmalige bondscoach Louis van Gaal).